# کنسرت یانی در ال مورو، پورتوریکو
کنسرت یانی در ال مورو، پورتوریکو  (به انگلیسی: Yanni Live at El Morro, Puerto Rico) یک آلبوم و کنسرت زنده از یانی می‌باشد که در ۱۷ آوریل ۲۰۱۲ منتشر شده‌است.
این کنسرت در ۱۶ و ۱۷ دسامبر ۲۰۱۱ در کشور پورتوریکو برگزار شده‌است.
کنسرت یانی در ال مورو، پورتوریکو رتبه ۱ بهترین آلبوم‌های موسیقی عصر نو در سال ۲۰۱۲ را به دست آورده‌است.

## فهرست آهنگ‌های آلبوم
سی‌دی:
1. Truth of Touch — ۴:۲۳
2. Vertigo — ۴:۲۱
3. The End Of August — ۵:۰۷
4. The Rain Must Fall — ۸:۱۱
5. Felitsa — ۴:۴۳
6. Voyage — ۴:۱۳
7. Nightingale — 5:17 (includes vocal by Lauren Jelencovich)
8. Ode to Humanity — 4:05 (includes vocals by Lauren Jelencovich and Lisa Lavie)
9. Niki Nana — 7:49 (includes vocals by Lisa Lavie and Lauren Jelencovich)
10. One Man's Dream — ۳:۰۹

## فهرست آهنگ‌هایدی‌وی‌دی
ویدئو دی‌وی‌دی:
1. Truth Of Touch — ۴:۳۱
2. Vertigo — ۵:۳۳
3. End of August — ۵:۱۳
4. The Rain Must Fall — ۸:۳۴
5. Felitsa — ۴:۴۵
6. Voyage — ۴:۵۲
7. Nightingale — 5:51 (includes vocal by Lauren Jelencovich)
8. Harp Solo — ۲:۴۰
9. Ode to Humanity — 4:33 (includes vocals by Lauren Jelencovich and Lisa Lavie)
10. Niki Nana — 8:50 (includes vocals by Lisa Lavie and Lauren Jelencovich)
11. One Man's Dream — ۳:۲۳
DVD Extras:
Yanni in Puerto Rico
Making Of The Show

## گروه کنسرت

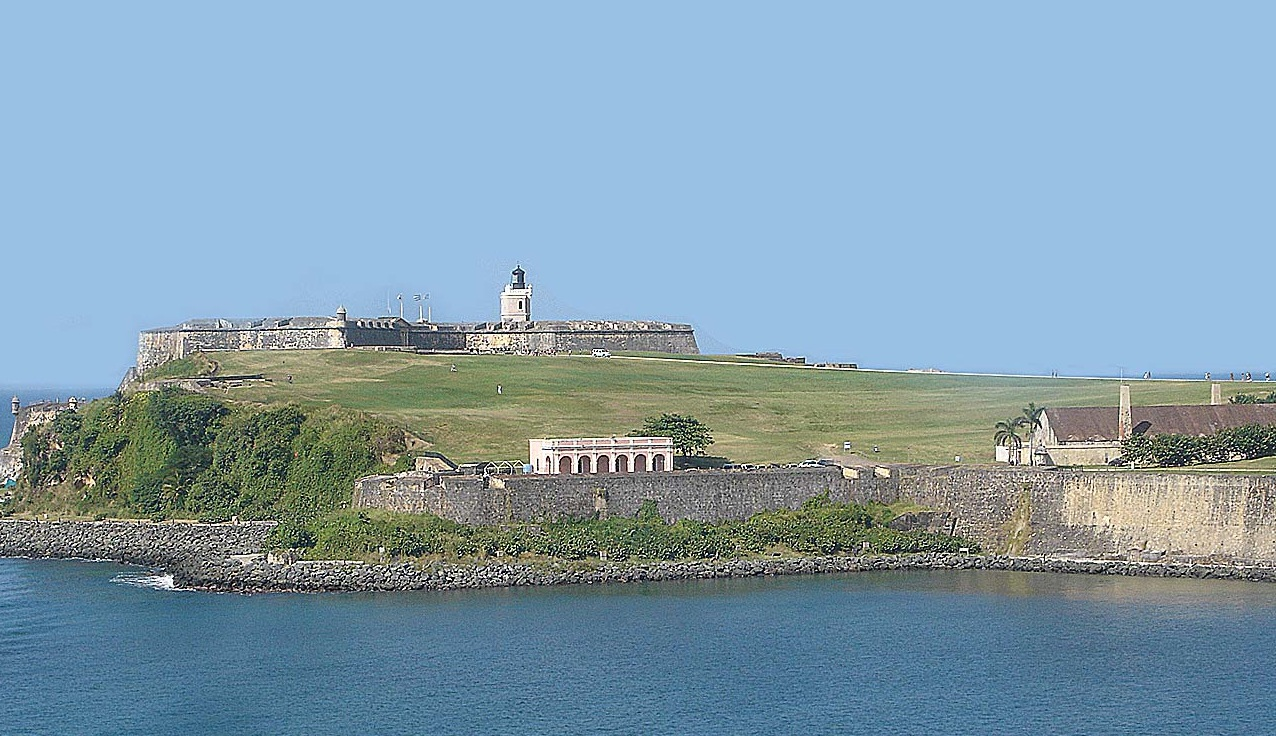
محل برگزاری کنسرت

موسیقی‌دانان:
چارلی آدامز: درام
بندیکت بریدرن: ویلون
جیسون کاردر: ترومپت و فلوگل‌هورن
سوئل دل سول: پرکاشن
ویکتور اسپینولا: چنگ
مینگ فریمن: کیبورد
جیمز ماتوس: کر (ساز)
سارا اوبراین: ویلون سل
ماری سیمپسون: ویلون
دانا تبوئه: ترومبون
گابریل ویواس: گیتار بیس
سامول یروینیان: ویلون
الکساندر ژیروف: ویلون سل